# 최지화
최지화(崔志化, 일본식 이름: 鐵原志化, 1884년? ~ 1950년?)는 구한 말, 대한제국, 일제강점기의 장로교 목사이다.

## 생애
평안남도 안주군 출신이다. 안주 성내교회 선교사에게 전도 받아 개신교에 입교하였고, 평양의 개신교 계열 학교인 숭실학교 중등부와 숭실전문학교를 각각 1911년과 1917년에 졸업했다. 1918년부터 2년간 조선국민회에 가담해 체포된 것을 시작으로 약 2년간 상하이 대한민국 임시정부와 연계해 활동한 기록이 있다.
1919년 안주 성내교회의 후신인 안주읍교회에서 장로가 되었고, 평양신학교를 졸업한 뒤 1924년 목사 안수를 받아 목회자의 길에 들어섰다. 안주 중앙교회, 평양 연화동교회의 목사로 근무했다. 최지화는 다른 목사들과는 달리 단계별로 정식 교육을 받았다는 점 등을 인정받아 실력 있는 목사로 통했다.
중일 전쟁 발발 이후 장로교단은 신사참배 강요에 동조해 신사참배를 결의한 뒤 조선총독부의 뜻대로 움직였다. 선교사들이 강제 추방된 후인 1941년 열린 조선예수교장로회 총회에서 임원 선거가 열린 결과 최지화와 전필순이 제30대 회장, 부회장에 선임되었다.
이 총회에서는 시국 관련 결의문이 발표되고 중국에 주둔한 일본군에게 전보를 보내기로 결의하는 등 이미 친일적인 분위기가 극심할 때였다. 신임 총회장 최지화의 인솔 하에 총대원 전원은 평양신사를 함께 참배하였으며, 곧이어 장대현교회에서 열린 총회 창립 기념식에서도 최지화가 사회를 맡아 기도나 찬송가 봉창보다 궁성요배와 국가 봉창을 우선하는 방식으로 식을 진행했다.
최지화가 총회장을 맡은 동안 일본이 태평양 전쟁 지원을 위한 각종 헌금과 헌납을 강요하면서 장로교단도 총회를 중심으로 이른바 '조선장로교도애국기'를 헌납하기로 하고 애국기 헌납 운동을 벌였다. 총회 부회장인 정인과가 이를 추진하기 위한 기성회를 설립해 위원장을 맡고 서기에는 장홍범이 임명되었다. 부여신궁 건설에는 전국 노회 대표 72명이 참가해 직접 봉사를 하기도 했다.
특히 신사참배를 반대하다가 수년간 투옥 생활 끝에 옥사한 주기철은 최지화의 평양신학교 후배이며 같은 평양노회 소속이었다. 일제 경찰은 주기철을 회유하기 위해 당시 평양노회장이던 최지화를 내세웠으며, 주기철이 뜻을 굽히지 않자 역시 최지화를 시켜 그를 파면하도록 했다. 1939년 평양노회에서 파면된 주기철은 67년이 지난 2006년에 복권되었다.
광복 후 장로교단의 친일 행적에 대한 비판이 일면서 국민정신총동원 조선예수교장로회 연맹 이사를 지낸 최지화도 목회 활동을 하지 못하고 평양신학교 교수로 부임했다. 그러나 38선 이북 지역에 조선민주주의인민공화국 정부가 수립되면서 종교 활동은 자유롭지 않았고, 집권당인 조선로동당의 지휘 아래 조선기독교연맹이 출범한 뒤 평양신학교가 감리교 계통의 성화신학교와 병합되어 조선기독교신학교로 이름을 바꾸게 되었다.
이때가 한국 전쟁 발발 직전인 1950년 3월이었으며, 곧 한국 전쟁이 발발하여 조선기독교신학교는 폐교되고 개신교 목회자들이 체포되어 최지화도 살해된 것으로 알려져 있다. 정확한 사망 일시나 경위는 알 수 없다.

## 사후
3·1 운동 전후로 조선국민회, 안동현임시의사회와 임시정부에서 활동한 공로로 1963년 대통령표창에 이어 1990년 건국훈장 애족장을 추서받았다.
2008년 공개된 민족문제연구소의 친일인명사전 수록예정자 명단 중 개신교 부문에 포함되었다. 이에 따라 일각에서는 최지화의 훈장을 박탈해야 한다는 주장이 나오고 있다.

## 상훈
- 건국훈장 애족장 - 1990년 서훈, 2010년 취소

## 같이 보기
- 조선예수교장로회
- 주기철

## 참고 자료
- 최지화 : 독립유공자 공훈록 - 국가보훈처
- 김수진 (2005년 9월 20일). 〈제30회 총회장 최지화 목사 (1941-1942년)〉. 《총회를 섬겨온 일꾼들》. 서울: 한국장로교출판사. ISBN 89-398-0643-3.